# 2014 у шахах

## Турніри

### Особисті
| Турнір                             | Дата                    | Σ  | Переможець                     |
| ---------------------------------- | ----------------------- | -- | ------------------------------ |
| Вейк-ан-Зеє 2014                   | 10—26 січня             | 12 | Левон Аронян                   |
| 74-й чемпіонат Вірменії            | 11—21 січня             | 10 | Тигран Котанджян               |
| Цюрих 2014                         | 29 січня — 4 лютого     | 6  | Магнус Карлсен                 |
| Турнір претендентів 2014           | 12—30 березня           | 8  | Вішванатан Ананд               |
| Меморіал Гашимова 2014             | 19—30 квітня            | 6  | Магнус Карлсен                 |
| Ставангер 2014                     | 2—13 червня             | 10 | Сергій Карякін                 |
| Чемпіонат Франції 2014             | 17—28 серпня            | 12 | Лоран Фрессіне                 |
| Сент-Луїс 2014                     | 26 серпня — 8 вересня   | 6  | Фабіано Каруана                |
| Гран-прі Баку 2014                 | 1—15 жовтня             | 12 | Фабіано Каруана Борис Гельфанд |
| Гран-прі Ташкент 2014              | 20 жовтня — 3 листопада | 12 | Дмитро Андрєйкін               |
| Меморіал Петросяна 2014            | 4 — 11 листопада        | 8  | Олександр Грищук               |
| Матч за звання чемпіона світу 2014 | 7 — 28 листопада        | 2  | Магнус Карлсен                 |
| Чемпіонат України 2014             | 10 — 22 листопада       | 12 | Юрій Кузубов                   |
| Чемпіонат Росії 2014               | 27 листопада — 8 грудня | 10 | Ігор Лисий                     |

### Командні
| Турнір                | Дата        | Σ   | Переможець |
| --------------------- | ----------- | --- | ---------- |
| Шахова олімпіада 2014 | 1-14 серпня | КНР |            |

## Ело (топ-10)
| Шахіст                | Країна      | 01.2014 | 02.2014 | 03.2014 | 04.2014 | 05.2014 | 06.2014 | 07.2014 | 08.2014 | 09.2014 | 10.2014 | 11.2014 | 12.2014 |
| --------------------- | ----------- | ------- | ------- | ------- | ------- | ------- | ------- | ------- | ------- | ------- | ------- | ------- | ------- |
| Магнус Карлсен        | Норвегія    | 2872    | 2872    | 2881    | 2881    | 2882    | 2881    | 2877    | 2877    | 2870    | 2863    | 2863    | 2862    |
| Левон Аронян          | Вірменія    | 2812    | 2826    | 2830    | 2812    | 2815    | 2815    | 2805    | 2805    | 2804    | 2793    | 2797    | 2797    |
| Хікару Накамура       | США         | 2789    | 2776    | 2772    | 2772    | 2772    | 2775    | 2787    | 2787    | 2782    | 2764    | 2767    | 2775    |
| Володимир Крамник     | Росія       | 2787    | 2787    | 2787    | 2783    | 2783    | 2783    | 2777    | 2760    | 2760    |         |         | 2769    |
| Веселин Топалов       | Болгарія    | 2785    | 2785    | 2785    | 2772    | 2772    | 2772    | 2772    | 2772    | 2784    | 2800    | 2800    | 2800    |
| Фабіано Каруана       | Італія      | 2782    | 2781    | 2783    | 2783    | 2783    | 2791    | 2789    | 2801    | 2801    | 2844    | 2839    | 2829    |
| Олександр Грищук      | Росія       | 2777    | 2777    | 2777    | 2777    | 2792    | 2792    | 2795    | 2795    | 2789    | 2797    | 2795    | 2810    |
| Борис Гельфанд        | Ізраїль     | 2777    | 2761    |         |         |         |         |         |         |         |         |         |         |
| Вішванатан Ананд      |             | 2773    | 2773    | 2770    | 2785    | 2785    | 2785    | 2785    | 2785    | 2785    | 2785    | 2792    | 2793    |
| Сергій Карякін        | Росія       | 2759    | 2766    | 2766    | 2772    | 2770    | 2771    | 2786    | 2786    | 2777    | 2767    | 2770    | 2773    |
| Максим Ваш'є-Лаграв   | Франція     |         |         | 2758    | 2762    |         |         | 2766    | 2768    | 2768    |         |         |         |
| Шахріяр Мамед'яров    | Азербайджан |         |         |         | 2760    |         |         |         |         |         | 2764    |         |         |
| Леньєр Домінгес Перес | Куба        |         |         |         |         | 2768    |         |         |         |         |         |         |         |
| Аніш Гірі             | Нідерланди  |         |         |         |         |         |         |         |         |         | 2768    | 2776    | 2768    |
| Веслі Со              | США         |         |         |         |         |         |         |         |         |         |         | 2762    |         |

## Нові гросмейстери
| Шахіст                  | Країна     |
| ----------------------- | ---------- |
| Роберт Агасарян         | Вірменія   |
| Мохаммед Алдуш          | Алжир      |
| Анхель Аррібас Лопес    | Іспанія    |
| Владислав Артєм'єв      | Росія      |
| Олександр Багратіоні    | Україна    |
| Віталій Бернадський     | Україна    |
| Беньямін Бок            | Нідерланди |
| Авіталь Боруховський    | Ізраїль    |
| Штефан Бромбергер       | Німеччина  |
| Джахонгір Вахідов       | Узбекистан |
| Лоран Гідареллі         | Франція    |
| Якоб Ванг Глуд          | Данія      |
| Берналь Гонсалес Акоста | Коста-Рика |
| Мартейн Дамбахер        | Нідерланди |
| Даніїл Двірний          | Італія     |
| Штепан Жилка            | Чехія      |
| Макс Іллінгуорт         | Австралія  |
| Давід Клейн             | Нідерланди |
| Мартін Лоренсіні        | Аргентина  |
| Давіт Магалашвілі       | Грузія     |
| Барт Міхілс             | Бельгія    |
| Михайло Можаров         | Росія      |
| Нгуєн Дик Хоа           | В'єтнам    |
| Нгуєн Хюїнь Мінь Хюї    | В'єтнам    |
| Гайоз Нігалідзе         | Грузія     |
| Олександр Носенко       | Україна    |
| Андрес Карлос Обрегон   | Аргентина  |
| Антоніос Павлідіс       | Греція     |
| Максим Павлов           | Україна    |
| Збігнев Паклеза         | Польща     |
| Жан-Ноель Ріфф          | Франція    |
| Іван Розум              | Росія      |
|                         |            |
| Самуель Севян           | США        |
| Даніель Семсесен        | Швеція     |
| Віталій Сивук           | Україна    |
| Андрій Стукопін         | Росія      |
| Кейден Трофф            | США        |
| Джонатан Гокінс         | Англія     |
| Цзюй Веньцзюнь          | КНР        |
| Самі Шокер              | Єгипет     |
| Рене Штерн              | Німеччина  |
| Альдер Ескобар Фореро   | Колумбія   |

## Трансфер
| Шахіст                  | Звідки      | Куди      |
| ----------------------- | ----------- | --------- |
| Джаміль Агамалієв       | Азербайджан | Туреччина |
| Альгімантас Бутнорюс    | Литва       | Монако    |
| Фідель Корралес Хіменес | Куба        | США       |
| Катерина Лагно          | Україна     | Росія     |
| Даві Марчіано           | Франція     | Монако    |
| Анна Музичук            | Словенія    | Україна   |
| Лівіу-Дітер Нісіпяну    | Румунія     | Німеччина |
| Веслі Со                | Філіппіни   | США       |

## Померли
- Драголюб Велимирович (12 травня 1942 — 22 травня 2014)
- Вельтмандер Йоганесс Гугович (13 жовтня 1921 — 7 жовтня 2014)
- Деніс Вердуга Савала (14 березня 1953 — 9 грудня 2014)
- Вугар Гашимов (24 липня 1986 року — 11 січня 2014)
- Геллер Олександр Гіршович (12 листопада 1931 — 10 березня 2014)
- Долфі Дрімер (18 жовтня 1934 — 1 червня 2014)
- Кіра Зворикіна (29 вересня 1919 — 5 вересня 2014)
- Елмар Земгаліс (9 вересня 1923 — 8 грудня 2014)
- Марі Кінсіго (12 липня 1946 — 10 травня 2014)
- Донатас Лапеніс (8 квітня 1936 — 10 квітня 2014)
- Муленко Лідія Микитівна (2 травня 1939 — 27 червня 2014)
- Левенте Ленд'єл (13 червня 1933 — 18 серпня 2014)
- Новопашин Аркадій Аркадійович (15 липня 1932 — 20 лютого 2014)
- Гінтаутас Пешина (8 квітня 1952 — 25 квітня 2014)
- Дьюла Сакс (18 червня 1951 — 25 січня 2014)
- Сімкін Юрій Юхимович (26 травня 1933 — 19 серпня 2014)
- Ендрю Вайтлі (9 червня 1947 — 8 липня 2014)
- Харлов Андрій Васильович (20 листопада 1968 — 15 червня 2014)
- Драголюб Чирич (12 листопада 1935 — 16 серпня 2014)